# 谷凤杰
谷凤杰（1954年—），辽宁省新宾县人，中华人民共和国政治人物。

## 生平
谷凤杰早年担任新宾县红升人民公社党委副书记、书记；后升任新宾满族自治县副县长、清原满族自治县县长、抚顺经济开发区管委会主任，抚顺市公安局副局长。2003年7月，担任铁岭市公安局局长。2004年，兼任铁岭市人民政府副市长，2011年5月6日，因涉嫌贿赂被中纪委“双规”。2011年10月，被正式免职，原铁岭市公安局常务副局长、党委副书记李云波接任。谷凤杰后来被判有期徒刑十二年半。

## 近况
根据博讯报道：谷凤杰从被判刑至今，一直以保外就医的名义住在铁岭一处别墅庄园中，“整天养花养鸟、逗猫遛狗、游山玩水，非常潇洒自在”。